# Alcazaba (Mérida)
L'Alcazaba de Mérida est une fortification musulmane du IXe siècle située à Mérida, en Espagne. Comme d'autres édifices historiques dans la ville, elle est inscrite sur la Liste du patrimoine mondial de l'UNESCO au titre de l'« Ensemble archéologique de Mérida ».

## Présentation
Située près du pont romain sur le Guadiana, elle a été construite par l'émir Abd al-Rahman II de Cordoue en 835 pour contrôler la ville, qui s'était révoltée en 805. Elle a été la première Alcazaba musulmane, et comprend une grande ligne de murs carrée, chaque côté mesure 130 mètres de longueur, 10 m de hauteur et 2,7 m d'épaisseur. Les murs comprennent 25 tours avec une base carrée, qui servait aussi de contreforts. À l'intérieur se trouve un aljibe, un réservoir d'eaux pluviales, y compris une citerne pour recueillir et filtrer la rivière.
L'Alcazaba est accessible depuis le Puente Romano à travers un petit enclos, traditionnellement appelé Alcarazejo. Elle a été utilisée pour vérifier la circulation des piétons et des marchandises dans la ville. En annexe, se trouve le domaine militaire, dont la grille est flanquée de deux tours.
Également annexée à l'Alcazaba, un couvent de l'Ordre de Santiago, il abrite actuellement le conseil de la communauté d'Estrémadure.

### Sources
- (en) Cet article est partiellement ou en totalité issu de l’article de Wikipédia en anglais intitulé « Alcazaba of Mérida » (voir la liste des auteurs).